# Tancat del Cementiri de l'Estany
El Tancat del Cementiri de l'Estany és una obra de l'Estany (Moianès) inclosa a l'Inventari del Patrimoni Arquitectònic de Catalunya.

## Descripció
És un mur popular, característic de la Catalunya interior, amb coronament a dues vessants. El mur queda rematat a la pilastra de l'entrada amb un progressiu aixecament del mur. L'ornamentació superior de la porta tanca perfectament el conjunt. La porta fa un metre d'amplada per uns dos metres d'alçada i és treballada en ferro, s'obre per la seva meitat.
La porta, en forma de reixa, és ornamentada per unes sagetes verticals. A la part superior té una ornamentació floral als extrems, i al mig elements al·legòrics a la mort treballats també en ferro (calaveres, rellotge de sorra i un sol). El conjunt és coronat per una creu.

## Història
El trasllat del cementiri des del poble als afores es feu a la dècada del 1880, coincidint amb la construcció de la carretera. La reixa porta la data de 1883. Sembla que la porta és obra d'un ferrer de l'Estany, ja que al poble es troben obres similars, treballades en ferro, i que corresponen a la dècada del 1880.